# 大科街道
大科街道（だいかかいどう）は中華人民共和国湖南省婁底市婁星区の街道弁事処。

## 行政区画
- 大科社区
- 小科社区
- 羅家社区
- 黄泥社区
- 井頭社区
- 大屋社区
- 南壠社区
- 大新社区
- 早元社区
- 三元社区
- 水洋村
- 福潭村
- 坪石村
- 方石村
- 思楽村

## 地理

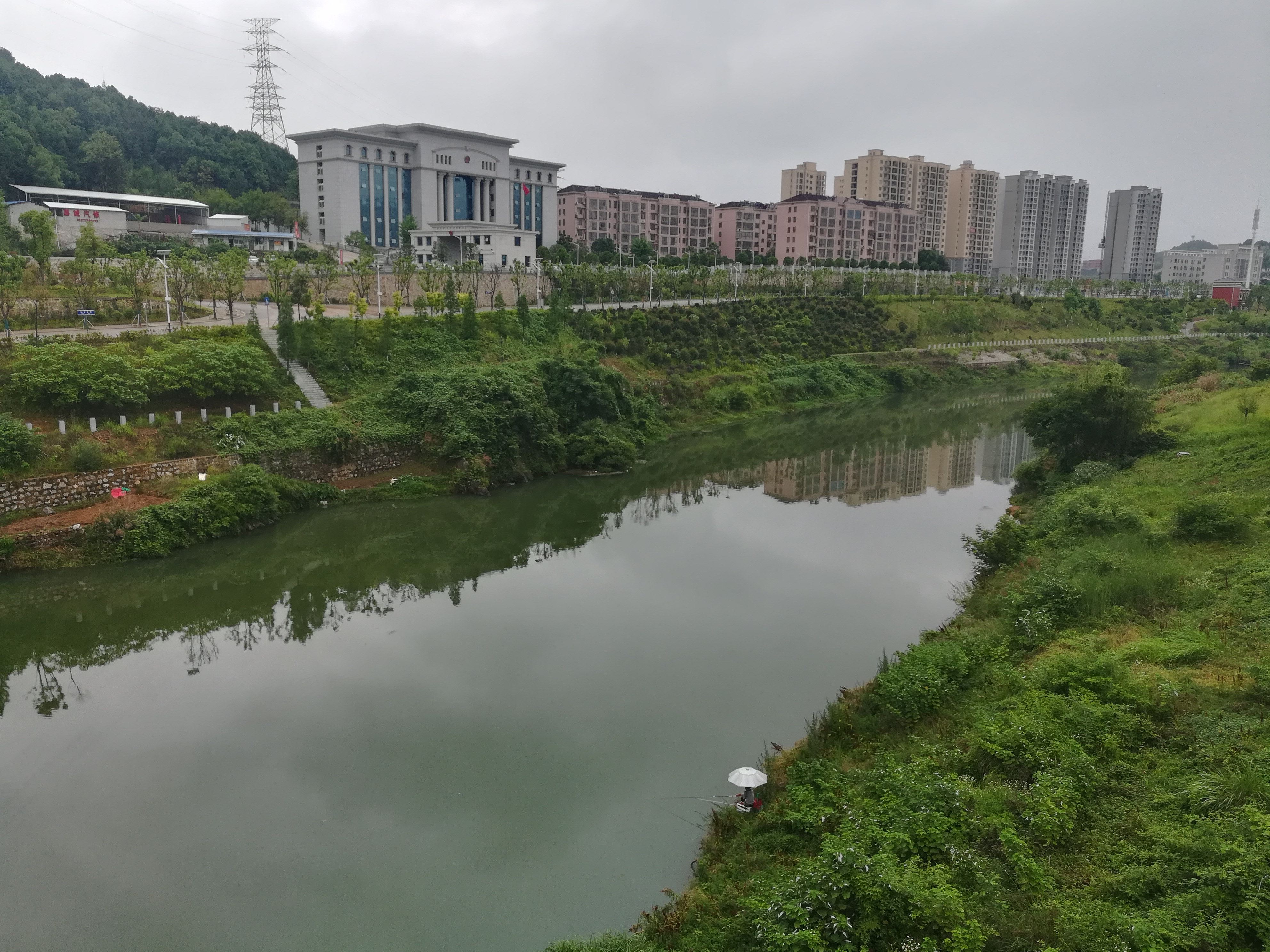
孫水。

- 河川：孫水

## 交通

### 鉄道
- 洛湛線（中国語版）[3]
- 滬昆線[3]

## 観光
- 孫水公園